# Заштита од струјног удара
Заштита од струјног удара је скуп мера и поступака којима се корисници електричне енергије штите од оштећених изолација или погрешних струјних прикључака, који могу довести фазни напон на металне делове уређаја, и преко њих пренети електричну енергију на човеково тело. Дотицање таквих  предмета под градским напоном, може бити опасно по живот.
Применом уземљења електрична инсталација се осигурава преко осигурачима, који моментално прекидају струјни круг у случају недопуштене јачине струје, која је обавезан пратилац „кратког споја”,  односно директног контакта између фазног и нул-водича или фазног и заштитног водича. Тиме се уклања опасност од струјног удара због дотицања металних делова уређаја.

## Опште информације о струји
Струјни удар и повреде струјом могу да изазову три врсте електричне енергије.
Наизменична струја
Она је најопаснија и може бити различите волтаже односно напетости и броја циклуса у секунди (херца). Нисковолтажна наизменична струја има напон од 110-220 волти, средњеволтажна од 220-1.000 волти, а високоволтажна преко 1.000 волти.
Једносмерна струја
Ова врста струје знатно ређе узрокује струјни удар и има три пута мање штетно дејство на организам од наизменичне струје мада је њено штетно дејство појачано на средњим напонима између 500 и 1.000 волти.
Природни електрицитет (удар грома)
Удар грома је импулс једносмерне струје, огромног напона и јачине. То је краткотрајно пражњење статичког електрицитета које се одиграва између два облака или између облака и земље. У току тог пражњења ослобађа се електрицитет од 1.200 до 200.000 А у 1/100 до 1/1000 секунди.

## Технички нормативи
Техничким прописима о пројектовању и изради електричних инсталација, прописано је, да сви уређаји који користе градску мрежу морају бити уземљени. Тиме се уклања опасност од струјног удара због дотицања металних делова уређаја. За уземљење се према правилу користи посебан електрични проводник у електричним инсталацијама, који је увек обојен жуто-зеленом бојом, а зове се заштитни водич. На зидним утичницама са прикључком на заштитни водич, контакти за уземљење (тзв. заштитни контакти) налазе се по страни са обе стране утичнице. Таква утичница зове се шуко утичница, а уз њу се користи одговарајући шуко утикач. 
Уређаји који имају доступне металне делове, морају се на градску мрежу прикључивати путем шуко утичница и шуко утикача. Каблови између њих морају имати три вода, од којих онај са жуто-зеленом изолацијом мора бити прикључена на металне делове уређаја с једне, а на заштитне контакте шуко утикача с друге стране. Једино уређаји који немају ни један видљиви металан део (тј. који се штите потпуном изолацијом), смеју бити прикључени на обичну утичницу и утичницу без заштитних контаката.
Опасност од струјног удара је посебно велика у влажним просторијама, јер влага веома повећава проводљивост, односно, смањује електрични отпор. Контакт са монофазном струјом или предметом под напоном, бити смртоносан ако смо у води (нпр. у кади) и веома опасан, и ако дотакнемо неки уземљен или водоводну инсталацију која најчешће представља метални спој са земљом. Зато је у таквим приликама јако опасно користити електричне апарате.
На крају крајева, забрањено је користити водовод уместо уземљења, јер спојеви цеви могу имати велики отпор, па такво квази "уземљење" такође може бити по живот опасно.
Приликом проласка струје кроз сваки отпорник или водич на том отпорнику настаје пад напона једнак производу струје и отпора између крајева отпорника или жице.
Код инсталација уместо посебног заштитног проводника понекад се примењује тзв. нуловање, тј. веза са нул-проводницима и заштитним контактима шуко-утичница.

## Поступак у случају струјног удара
Електрични удар кроз тело, изазива неконтролисану компресију или снажно пружање мишића масе, тако да се може десити да особа под јаким струјним ударом:
- згрчи шаку којом држи проводник и не може да га пусти
- због грчења мишића грудног коша може испуштати неартикулиране звукове
- због нагле активације мишића може одскочити или пасти или пасти са висине
- при смеру струје преко прстију може престати рад срца
- при додиру високог напона добија страшне опекотине а ретко и преживи